# William Henry Leonard Poe
William Henry Leonard Poe (Boston, Massachusetts, 1807. január 30. – Baltimore, Maryland,  1831. augusztus 1.) tengerész és amatőr költő, Edgar Allan Poe és Rosalie (Mackensie) Poe bátyja.

## Élete
1807. január 30-án született Bostonban (Massachusetts állam). Szülei David Poe, Jr. és Elisabeth Arnold Hokins, színészek voltak.
1810-ben édesapjuk elhagyta a családot; rá egy évre a Poe-testvérek édesanyja tuberkulózisban meghalt. Ezután a három gyermeket szétválasztották. Henry Baltimore-ban (Maryland állam) élt egy családdal. Később újságíró és szerkesztő lett.
Tuberkulózisban halt meg 24 éves korában, 1831-ben.